# Silk (Marvel Comics)
Silk, il cui vero nome è Cindy Moon, è un personaggio dei fumetti, creato da Dan Slott (testi) e Humberto Ramos (disegni) nel 2014, pubblicato dalla Marvel Comics. La sua prima apparizione avviene in Amazing Spider-Man (terza serie) n. 1. È una dei comprimari dell'Uomo Ragno, verso il quale ha provato sin da subito una forte attrazione fisica, sfociata poi in una relazione non di tipo strettamente sentimentale, ma di carattere prevalentemente sessuale.
Di origini coreane, il suo cognome (Moon) in lingua coreana significa porta. Può simboleggiare come Spider-Man, aprendo le porte del suo bunker, le abbia dato la libertà.
La Marvel Comics le ha dedicato anche due testate solitarie.

## Biografia del personaggio
Quando era bambina i suoi genitori scoprirono che Cindy possedeva una memoria eidetica. Sua madre voleva che si concentrasse nello studio, mentre lei preferiva giocare a hockey. Fu proprio la signora Moon che la costrinse ad andare ad una mostra scientifica dove venne morsa dallo stesso ragno radioattivo che morse Peter Parker, che le donò gli stessi poteri di Spider-Man. Senza una guida che le desse la giusta direzione, venne rinchiusa in un bunker, imprigionata da Ezekiel Sims allo scopo, presunto o reale, di proteggerla dall'attacco potenziale di Morlun, il vampiro psichico che diede la caccia all'Uomo Ragno in diverse occasioni.
Quando Peter Parker la liberò dal bunker, Cindy creò un costume, prese il nome di Silk ed aiutò Spider-Man a sconfiggere Electro e la Gatta Nera.
Si fece poi assumere a Fact Channel per cercare notizie sulla sua famiglia scomparsa nel periodo che aveva trascorso nel bunker.

### Spiderverse
Silk venne reclutata assieme a Peter, Miguel O' Hara, la Donna Ragno e Anya Corazon nell'esercito di Spider Uk. Quando incontrarono il team di Superior Spiderman, Cindy attirò l'attenzione di Brix e Bora e fuggì, seguita da Jessica Drew e Spider-Man Noir, che venne ferito gravemente a causa sua. La sua impulsività, danneggiò anche Jessica Drew ma la ragazza rimediò trovando un luogo dove gli Eredi non potevano raggiungere i ragni.
Quando Spider-Man sconfigge Morlun portandolo nella terra alternativa capace di sconfiggere gli Eredi, Silk lo salva, riportandolo su Terra-000. Dopo aver mandato nel passato Superior Spider-Man, Cindy torna su Terra-616 assieme a Spider-Man e a Spider-Woman, augurandosi di non aver perso il suo lavoro durante l'eterna lotta contro gli Eredi. Tornata a casa, Silk inizia una lunga faida con la Gatta Nera, terminata poco prima della distruzione totale di Terra-616, avvenuta per mano di un'incursione.
Poco prima di morire, Cindy Moon riesce finalmente a ritrovare il fratello perduto, che si è rivelato essere in passato un membro della Goblin Nation di Green Goblin, disintossicato in un pronto soccorso.

### Eroina Criminale
Otto mesi dopo gli eventi di Secret Wars, Cindy Moon è ancora l'eroina Silk e lavora sempre per the Fact Channel. Tuttavia, per cercare di distruggere la Goblin Nation per vendicare le condizioni del fratello Albert, la ragazza stringe un'alleanza con la Gatta Nera, (in realtà è sotto copertura su ordine dello S.H.I.E.L.D. che la sta aiutando a cercare i suoi genitori) scoprendo che il covo dei Goblin è capeggiato da Phil Urich, il Re Goblin, e si trova nei sotterranei di New York.
Dopo aver finto di lottare contro Mimo dello S.H.I.E.L.D. e Spider-Man, Silk riesce a mantenere la sua doppia copertura come criminale, stringendo un'alleanza con l'Averla Assassina per intrufolarsi nei quartieri generali della Goblin Nation.
Lì finisce temporaneamente sotto il controllo di Re Goblin. Liberata dalla Gatta fa poi arrestare Phil.
Successivamente vive un'avventura interdimensionale al fianco di Spider-Gwen e della Donna Ragno.

## Serie a fumetti
Silk Volume 1 è stato pubblicato dalla Marvel Comics a partire dall'Aprile del 2015, subito dopo il termine dell'evento Ragnoverso. Curata principalmente da Robbie Thompson e Stacey Lee, la testata è incentrata maggiormente sulle origini del personaggio, e sulla sua decisione nel cercare che fine hanno fatto i suoi genitori perduti. Durata sette numeri, l'ultimo di questi è un tie-in dell'evento Secret Wars.
Silk Volume 2 è stato pubblicato a partire dal 2016, ed è il seguito della precedente collana. Fa parte del rilancio La Nuovissima Marvel, e vede Silk diventare una criminale alleata della Gatta Nera per sconfiggere dall'interno la Goblin Nation. In realtà è sotto copertura Dalla settima all'ottava uscita, la testata è diventata un tie-in all'evento Spider-Women. Dal quattordicesimo albo, invece, Silk è stata coinvolta nell'evento ragnesco Dead No More: The Clone Conspiracy.
In Italia entrambe le serie vengono pubblicate su The Amazing Spider-Man.

## Poteri e abilità
Essendo stata morsa dallo stesso ragno che morse Peter Parker, Cindy ha sviluppato poteri molto simili a quelli dell'Uomo Ragno. Inoltre è in grado di tessere una ragnatela organica, con la quale genera anche il suo costume. Il suo senso di ragno è più sviluppato rispetto a quello dell'Uomo Ragno, rendendola più reattiva, ed è anche più veloce rispetto a lui. Tuttavia possiede una forza minore di quella di Spider-Man.

## Vita sentimentale
Hector Cervantez: era il fidanzato di Cindy ai tempi della scuola, prima che venisse morsa dal ragno. Prima di farsi rinchiudere nel bunker lo lasciò con la scusa che doveva andare a studiare a Oxford. Una volta liberata lo incontra per caso e scopre delusa che ha una fidanzata. Tuttavia riallacceranno la loro relazione quando lui diverrà il supereroe Spectro.
Peter Parker/Spider-Man: quando Peter Parker la liberò dal bunker, Cindy provò sin da subito una forte attrazione verso Peter, sfociata poi in una breve relazione non di tipo strettamente sentimentale, ma di carattere prevalentemente sessuale. Ciò sembra dovuto al fatto che, essendo stati morsi entrambi dallo stesso ragno, i feromoni da loro emessi causano attrazione a livello inconscio. I due pur non essendo mai stati una vera coppia sembrano in buoni rapporti.

## Altri media

### Cinema

#### Marvel Cinematic Universe
Nel Marvel Cinematic Universe, Cindy Moon è interpretata da Tiffany Espensen. In questa versione è una compagna di classe di Peter Parker. Compare in:
- Spider-Man: Homecoming (2017)
- Avengers: Infinity War (2018)

#### Animazione
Silk comparirà nel film d'animazione spin-off Spider-Woman.

### Televisione
- Silk apparirà come protagonista nella serie del Sony's Spider-Man Universe Silk: Spider-Society.

### Videogiochi
- Marvel: Avegners Alliance
- Marvel Puzzle Quest
- Spider-Man Unlimited
- Marvel: Sfida dei Campioni
- Marvel Future Fight
- Marvel Avengers Academy
- LEGO Marvel Super Heroes 2
- Marvel Duel
- Cindy Moon appare nella scena dopo i titoli di coda di Spider-Man 2.
- MARVEL World of Heroes